# Kalývia (Skiáthos)
Kalývia, en grec moderne : Καλύβια, est un village de l'île de Skiáthos, dans le district régional des Sporades, en Thessalie, Grèce. 
Selon le recensement de 2011, il compte une population de 312 habitants.